# BGFリテール
BGFリテール（BGF리테일）は、大韓民国で最大コンビニフランチャイズCUを運営する総合流通サービス企業である。

## 概要
BGFリテールはCUを運営している企業である。大韓民国で最も大きい市場占有率をもつコンビニエンスストアのフランチャイズのブランド。 CUは、365日24時間いつどこででも便利に、消費者の求めるものはもちろん、需要を掘り起こすようなサービスで、大韓民国の市場と顧客に最適化した「21世紀韓国型コンビニエンスストア」を標榜している。

## 沿革

### ファミリーマート時代
- 1989年
  - 10月
    - 普光グループCVS事業部発足
    - 大韓民国に於いてコンビニエンスストア事業開始（CVS事業部）
- 1990年
  - 7月 - 普光グループ（CVS事業部）が日本のファミリーマート（FamilyMart Co., Ltd.）とライセンス契約締結、フランチャイズ技術導入[2]。
  - 10月 - 韓国ソウル・可樂洞店、店舗開業。
- 1992年10月 - 釜山1号店、店舗開業。
- 1994年12月 - 普光グループからCVS事業部を分離独立させ、普光ファミリーマート法人設立（大韓民国ソウル特別市）
- 2004年12月 - 北朝鮮開成工業団地に店舗開業。

### CU ウィズ・ファミリーマート時代
- 2012年
  - 6月 - 普光ファミリーマートをBGFリテール（BGF Retail）へ社名変更、CU ウィズ・ファミリーマートと改める。
  - 8月 - チェーン型コンビニCUブランド立ち上げ。
  - 12月 - コンビニ業界初CCM認証。
- 2014年5月 - KOSPI上場。

### CU
- 2014年8月 - ファミリーマートとの提携解消[2]により、CU ウィズ・ファミリーマートからCUへ店舗名改称[3]。
- 2016年12月 - 普光グループと資本関係解消。
- 2017年11月 - 企業分割で新規設立。

## ロゴ

2012年 - 2017年
2017年 - 現在